# Чарторыйский, Михаил
Михаил Чарторыйский (пол. Michał Czartoryski, имя в миру — Ян Францишек Чарторыйский; 19 февраля 1897, Pełkinie, Ярославский повят — 6 сентября 1944, Варшава) — один из князей Чарторыйских, блаженный Римско-Католической Церкви, член мужского католического ордена доминиканцев, архитектор, педагог. Входит в число 108 блаженных польских мучеников, беатифицированных римским папой Иоанном Павлом II во время его посещения Варшавы 13 июня 1999 года.

## Биография
Родился в многодетной семье Витольда Чарторыйского и Ядвиги Джедушицкой.
После окончания обучения в Политехническом Институте во Львове получил диплом инженера.
В 1927 году вступил в орден доминиканцев, где принял монашеское имя Михаил. 25 сентября 1928 года принял вечные обеты. 20 декабря 1931 года был рукоположён в священника. В августе 1944 года участвовал в Варшавском Восстании как капеллан Армии крайовой. 6 сентября 1944 года ухаживал за ранеными повстанцами в военном госпитале, был арестован немецкими войсками и расстрелян.

## Прославление
13 июня 1999 года был беатифицирован Римским папой Иоанном Павлом II вместе с другими польскими мучениками Второй мировой войны.
День литургической памяти в Католической церкви — 12 июня.